# Procambarus jaculus
Procambarus jaculus är en kräftdjursart som beskrevs av Hobbs och Walton 1957. Procambarus jaculus ingår i släktet Procambarus och familjen Cambaridae. IUCN kategoriserar arten globalt som livskraftig. Inga underarter finns listade i Catalogue of Life.